# Giornate degli autori
Le Giornate degli autori sono una rassegna autonoma nata nel 2004 all'interno della Mostra internazionale d'arte cinematografica di Venezia sul modello della Quinzaine des Réalisateurs di Cannes. Promosse dalle associazioni dei registi e degli autori cinematografici italiani Associazione nazionale autori cinematografici e 100autori, si svolgono al Lido di Venezia nelle sale della Mostra del cinema e nella Villa degli autori.

## Storia
Le Giornate degli autori sono una sezione parallela al festival lagunare nata nel 2004 per iniziativa dell'Anac (Associazione nazionale autori cinematografici) e dell'API (Autori produttori indipendenti), oggi sostituita da 100autori. Affidate alla guida di Giorgio Gosetti, Delegato Generale, sono organizzate dall'Associazione culturale giornate degli autori presieduta da Roberto Barzanti e fondata per l'occasione.
"La Quinzaine è stato il nostro punto di riferimento”, ha affermato Citto Maselli, nel 2004 vicepresidente assieme a Emidio Greco, dell'associazione, “perché ha quelle caratteristiche di autonomia che sono la nostra stessa ragione d'essere”. “Aprire una finestra ispirata alle stesse caratteristiche della Quinzaine des Réalisateurs di Cannes e dell'Internationales Forum des Jungen Film di Berlino nell'ambito della Mostra di Venezia significa oggi, per gli autori italiani, riprendere un'esperienza d'impegno diretto, offrire percorsi alternativi, modalità diverse e parallele a quelle della selezione ufficiale, ponendo l'accento sull'idea di un “libero spazio degli autori”, su una circolazione delle idee, delle persone, delle innovazioni espressive che si riassumono bene nello slogan Giornate degli autori”.
Obiettivo della rassegna è quello di creare attenzione per il cinema di qualità, senza restrizioni di sorta, con un occhio di riguardo per l'innovazione, la ricerca, l'originalità espressiva, l'indipendenza autonoma e produttiva; caratteristiche, queste, riversate sia nella selezione ufficiale che negli eventi speciali e negli incontri che si tengono durante le Giornate presso la Villa degli autori.
Sin dalla prima edizione la Villa, che ospita incontri, eventi, mostre e attività stampa, si è configurata come uno spazio alternativo ai luoghi ufficiali della Mostra dove autori, produttori, distributori e giornalisti hanno la possibilità di incontrarsi e scambiarsi idee e proposte. I film della selezione ufficiale, oltre agli eventi collaterali e ad eventuali proiezioni speciali, sono invece presentati nelle sale messe a nostra disposizione dalla Mostra internazionale d'arte cinematografica di Venezia.
Nel corso degli anni le Giornate degli autori hanno visto la partecipazione di moltissimi autorevoli nomi del panorama italiano e di grandi ospiti internazionali tra cui Marina Abramović, Fatih Akın, Santiago Amigorena, Roy Andersson, Laurent Cantet, Willem Dafoe, Álex de la Iglesia, Julie Delpy, Kirsten Dunst, Marie Gillain, Robert Guédiguian, Christophe Honoré, Kim Ki-duk, Kate Mara, Sarah Polley, Daniel Radcliffe, Tahar Rahim, Sigur Rós, Carlos Saura, Sia, John Turturro, Tom Tykwer, Jean-Marc Vallée, Veruschka, Wim Wenders, Frederick Wiseman, Paul Wesley e Lambert Wilson.

## Progetto 27 volte cinema
Dal 2010 le Giornate degli autori presentano a Venezia – in accordo con la Mostra internazionale d'arte cinematografica – i finalisti del Premio LUX del Parlamento europeo. I tre film, sottotitolati dal Parlamento europeo nelle 24 lingue ufficiali dell'Unione europea, vengono successivamente proiettati in tutti gli stati membri nell'ambito dei Lux Film Days. Il progetto 27 volte cinema è nato nel 2010 invece dalla collaborazione delle Giornate degli autori con il Premio LUX del Parlamento europeo ed Europa Cinemas, con il contributo di Cineuropa. Ventisette ragazzi tra i diciotto e i venticinque anni, selezionati dal circuito di sale d'essai di Europa Cinemas, vengono invitati alla Mostra internazionale d'arte cinematografica, ciascuno in rappresentanza di un paese dell'Unione europea. Insieme seguono la selezione delle Giornate degli autori e quella del Premio LUX e partecipano a seminari e ad incontri sul cinema e sull'Europa. Dal 2014 i ventotto membri del progetto costituiscono la giuria ufficiale del Giornate degli autori Award.

## Miu Miu Women's Tales
Dal 2012 le Giornate degli autori hanno sposato il progetto di sostegno al cinema delle donne The Women's Tales realizzato da Miu Miu, partner creativo della rassegna. Ogni anno prestigiose autrici del panorama internazionale e italiano presentano nel corso delle Giornate degli autori un proprio cortometraggio di ricognizione e d'indagine sulla creatività femminile, partecipando a incontri ed eventi con il pubblico e raccontando, al fianco di produttrici, attrici e giornaliste, le proprie storie ed esperienze.
Nel corso degli ultimi anni sono stati presentati i seguenti cortometraggi:
- The Powder Room, regia di Zoe Cassavetes (2013)
- Muta, regia di Lucrecia Martel (2011)
- The Woman Dress, regia di Giada Colagrande (2012)
- It’s Getting Late, regia di Massy Tadjedin (2012)
- The Door, regia di Ava DuVernay (2013)
- Le donne della Vucciria, regia di Hiam Abbass (2013)
- Spark and Light, regia di So Yong Kim (2014)
- Somebody, regia di Miranda July (2014)
- De Djess, regia di Alice Rohrwacher (2015)
- Les 3 Boutons, regia di Agnès Varda (2015)
- Seed, regia di Naomi Kawase (2016)
- That one day, regia di Crystal Moselle (2016)
- Carmen, regia di Chloë Sevigny (2017)
- (The [End) of History Illusion], regia di Celia Rowlson Hall (2017)
- Hello Apartment, regia di Dakota Fanning (2018)
- The Wedding Singer's Daughter, regia di Haifaa Al-Mansour (2018)
- Shako Mako, regia di Hailey Gates (2019)
- Brigitte, regia di Lynne Ramsey (2019)
- Nightwalk, regia di Małgorzata Szumowska (2020)
- In my room, regia di Mati Diop (2020)
- Shangri-La, regia di Isabel Sandoval (2021)
- I and the Stupid Boy, regia di Kaouther Ben Hania (2021)

## I premi
I premi ufficiali delle Giornate degli autori sono:

- il GdA Director's Award (precedentemente Venice Days Award), istituito nel 2014, viene assegnato dalla Giuria ufficiale delle Giornate, presieduta da un regista di fama internazionale e composta dai partecipanti al programma 27 volte cinema del Parlamento Europeo; il Premio consiste in un contributo in denaro di 20.000 euro egualmente ripartito tra il regista e il suo venditore internazionale, che si impegna a utilizzare la cifra ricevuta per la promozione del film;

- il Label Europa Cinemas, dedicato ai film di produzione e co-produzione europea. Il Label, creato nel 2003 da un network di esercenti europei di qualità (oltre 2.300 schermi in più di 500 città europee), con il sostegno del Programma MEDIA dell'Unione europea, consiste in un contributo economico alla distribuzione e alla promozione nonché alla permanenza del film vincitore nelle sale aderenti al network. È presente, oltre che a Venezia, anche nelle seguenti sezioni di Festival internazionali: Panorama (Berlinale), Quinzaine des Réalisateurs (Festival di Cannes), East of the West and Official Competition (Festival internazionale del cinema di Karlovy Vary), Concorso internazionale e Cineasti del presente (Festival del film Locarno).

- il Premio del Pubblico BNL, istituito nel 2014, è offerto da BNL Gruppo BNP Paribas; vi partecipano i film della Selezione Ufficiale delle Giornate degli autori, votati direttamente dal pubblico in sala attraverso coupon di gradimento. 

- il Premio SIAE. La Società italiana degli autori ed editori, riconoscendo l'impegno delle Giornate degli autori nella tutela della creatività e dell'opera dell'ingegno dell'artista, ha istituito nel 2013 un premio a sostegno dei talenti di domani, diventato nel 2015 il doppio riconoscimento all'innovazione e al talento emergente.

Tutti i film delle Giornate concorrono, inoltre, al pari delle altre sezioni veneziane, ai premi paralleli, la cui cerimonia di consegna avviene l'ultimo giorno della Mostra. In passato, quattro sono stati i film delle Giornate degli autori che hanno vinto il prestigioso “Premio Luigi De Laurentiis – Leone del Futuro”, assegnato dalla Mostra di Venezia agli autori esordienti e consistente in 100.000 dollari: 13 Tzameti (2005), Khadak (2006), La zona (2007), Cogunluk (Majority) (2010) e You Will Die at 20 (2019).

## Palmares

### I edizione
Label Europa Cinemas – Giornate degli autori 2004
Darwin's Nightmare di Hubert Sauber
La giuria, composta da Georgette Ranucci (Italia), Michel Demopoulos (Grecia), Roman Gutek (Polonia) e Matthias Elwardt (Germania), ha motivato il premio con la seguente dichiarazione: “A uno straordinario film del reale che svela i terribili effetti collaterali della globalizzazione in Africa”.

### II edizione
Label Europa Cinemas – Giornate degli autori 2005

Le Petit Lieutenant di Xavier Beauvois

La Giuria, composta da Henk Camping (Olanda), Matthias Brunner (Svizzera), Salvatore Cordaro (Italia) e Mattias Nohrborg (Svezia), ha motivato il premio con la seguente dichiarazione: “Le Petit Lieutenantè un potente ma sobrio ritratto drammatico con un inedito punto di vista sulla vita quotidiana in un commissariato. L'intero cast è davvero notevole e Xavier Beauvois è di certo uno dei più talentuosi registi francesi sulla scena”.

Premio NETPAC – Venezia 2005

Géla Babluani, regista di 13 Tzameti

La giuria NETPAC (Network for the Promotion of Asian Cinema), insediata a Venezia dalle Giornate degli autori, presieduta da Anne De Gasperi (Le Figaro, Francia) e composta da Aruna Vasudev (Cinemaya, India - Presidente NETPAC), Hulya Uçansu (Istanbul Foundation for Culture and Arts, Turchia), ha motivato il premio con la seguente dichiarazione: “Per la maestria dimostrata nel ritrarre un mondo da incubo”.

### III edizione
Label Europa Cinemas – Giornate degli autori 2006

Azul oscuro casi negro di Daniel Sánchez Arévalo

La Giuria, composta da Marianne Piquet (Francia), Ted Chiaradia (Olanda), Kalle Somnitz (Germania), Rita Stella (Italia), ha motivato il premio con la seguente dichiarazione: “Siamo rimasti tutti molto colpiti dalla forza dei film selezionati quest'anno alle Giornate degli autori. Ciò ha reso la nostra decisione estremamente difficile ma la profonda originalità e la regia di Azul oscuro casi negro, davvero notevoli per un regista alla sua opera prima, sono state particolarmente convincenti. Si tratta di una commedia sottile e molto umana, interpretata con grande maestria, girata con tocco lieve e delizioso, che mostra un profondo rispetto per i suoi personaggi. Crediamo che questo film dia prova della forza del cinema europeo e abbia le potenzialità necessarie per rivelarsi un successo e conquistare il pubblico nelle sale cinematografiche europee e non solo”.

### IV edizione
Label Europa Cinemas – Giornate degli autori 2007

Tricks (Sztuczki) di Andrzej Jakimowski

La Giuria, composta da Jan de Clercq (Belgio), Antonio Llorens Sanchis (Spagna), Stefan Kitanov (Bulgaria) e Thomas Bertacche (Italia), ha motivato il premio con la seguente dichiarazione: “Questo è un regista dalle grandi promesse, che tiene alta la lunga e fiera tradizione del cinema polacco. Tricks è un toccante e intimo sguardo sulla vita di ogni giorno della classe operaia nella provincia polacca, una prospettiva emotiva nella nuova Europa. La direzione degli attori di Jakimowski, in particolare, è davvero notevole, alla pari della fotografia cura da Adam Bajerski”.

### V edizione
Label Europa Cinemas – Giornate degli autori 2008

Machan di Uberto Pasolini

La Giuria, composta da Ana Christina Santos (UK), Mario Lorini (Italia); Fredrik Jönsson (Svizzera) e Alexander Syllaba (Austria), ha motivato il premio con la seguente dichiarazione: “L'immigrazione è un problema molto concreto nell'Europa di oggi e questo è un film divertente, molto ben scritto e diretto che riesce a parlarne con umorismo e senza scivolare in facili sentimentalismi. Riteniamo questi aspetti in grado di attrarre e divertire un vasto pubblico in tutta Europa, contribuendo ad alimentare la discussione su un argomento così importante”.

### VI edizione
Label Europa Cinemas – Giornate degli autori 2009

The last days of Emma Blank di Alex van Warmerdam

La Giuria, composta da Jakub Duszyński (Polonia), Andrea Crozzoli (Italia), Christian Braschi (Francia), M. Frans Westra (Cinema Images), ha motivato il premio con la seguente dichiarazione: “Il film osserva con sguardo tragicomico l'avidità, la manipolazione e il potere all'interno di una famiglia. Ironico e terrificante allo stesso tempo, il regista dirige il suo cast con grande abilità e imposta i toni con infallibile precisione, riuscendo a rendere universale il ritratto di una famiglia tipicamente olandese. È un vero film d'autore ma senza traccia di presunzione. Ci auguriamo che questo premio aiuti “Emma Blank” a raggiungere, meritatamente, il pubblico dell'intero continente europeo”.

### VII edizione
Label Europa Cinemas – Giornate degli autori 2010

Le Bruit des glaçons di Bertrand Blier

La Giuria, composta da Catherine Lemaire (Belgio), Stefan Paul (Germania), Koen Van Daele (Slovenia) e Davide Rampin (Italia), ha motivato il premio con la seguente dichiarazione: “Si tratta di un film estremamente spiritoso, una commedia nera che parla di cancro e di alcool. Lo spirito anarchico e politicamente scorretto di Blier nel trattare argomenti normalmente considerati tabù dimostra in questo film la stessa libertà di pensiero e lo stesso vigore espressivo di alcuni suoi film precedenti, come per esempio I santissimi. Meravigliosamente diretto e interpretato, il film non fa mai prediche e certamente divertirà in modo provocatorio, suscitando un dibattito sul cinema d'autore europeo”.

Menzione “27 Volte Cinema”

Incendies di Denis Villeneuve

Il campus di “27 volte cinema”, composto da 27 giovani spettatori europei, ha motivato la menzione con la seguente motivazione: “Ci è piaciuto questo film perché affronta temi a cui noi ragazzi siamo molto legati. I personaggi trovano la loro strada tramite l'indagine delle loro storie familiari e culturali, sullo sfondo di una cinematografia nitida e una struttura narrativa forte e sorprendente”.

### VIII edizione
Label Europa Cinemas – Giornate degli autori 2011

Présumé Coupable (Guilty) di Vincent Garenq 

La Giuria, composta da Mark Cosgrove (UK), Alberto Fassina (Italia), Marynia Gierat (Polonia), Gary Mak (Hong Kong), ha motivato il premio con la seguente dichiarazione: “Questo è un film mozzafiato dall'inizio alla fine. È una storia cruda e personale che sfida la nostra fiducia nel sistema giudiziario, riflettendo una preoccupazione condivisa in tutt'Europa. Il fatto che il film sia basato su una storia vera non fa che aumentare l'angoscia di vedere la vita di un uomo ordinario trasformarsi in un istante in un incubo kafkiano. La regia di Vincent Garenq, concisa e diretta, conduce il film con ritmo ed energia”.

### IX edizione
Label Europa Cinemas – Giornate degli autori 2012

Crawl di Hervé Lasgouttes

La Giuria, composta da Enrico Nosei (Italia), Dietmar Zingl (Austria), Charles Rubinstein (UK), Ted Chiaradia (Paesi Bassi), ha motivato il premio con la seguente dichiarazione: “Crawl rappresenta un debutto notevole per Hervé Lasgouttes. Il film possiede una grande capacità narrativa ed evoca con forza l'atmosfera della vita lavorativa in Bretagna in un difficile momento economico. Le interpretazioni delle due giovani attrici sono eccezionali. Il film non ha un lieto fine ma un senso di speranza pervade i protagonisti e il pubblico”.

### X edizione
Label Europa Cinemas – Giornate degli autori 2013

La belle vie di Jean Denizot

Menzione speciale ad Alienation di Milko Lazarov

La Giuria, composta da Vladimir Trifonov (Cinema Lumiere, Sofia, Bulgaria), Elena Mascioli (Cinema Farnese, Roma, Italia), Yannick Reix (Le Concorde, La Roche-sur-Yon, Francia) e Wilko Schuringa (Theater de Lieve vrouw, Amersfoort, Olanda), ha motivato il premio con la seguente dichiarazione: “L'opera prima di Jean Denizot è una versione altamente poetica e commovente di una storia vera straordinaria. Un padre che ha cresciuto i figli in clandestinità dopo aver perso la battaglia per la loro custodia, deve fare i conti con la loro crescita e i loro primi amori. Riteniamo che questo film possa interessare un pubblico di grandi e piccini. Abbiamo deciso inoltre di attribuire una Menzione Speciale al notevole Alienation di Milko Lazarov, che tanto ci ha colpito”.

Premio al film evento delle Giornate degli autori 2013

Kill Your Darlings di John Krokidas

“Un'opera di forte creatività autoriale in grado, grazie a una rigorosa scelta di stile e ad originalità di approccio, di segnare la nuova stagione del cinema americano in cui sono rispettate le ragioni del pubblico, della cinefilia, della memoria culturale del secolo. Forte di uno spettacolare gioco d'attori, della forza della colonna sonora, di una cinematografia spiazzante e raffinata, il film è diventato un autentico evento nel contesto della 70ª Mostra del Cinema”.

Premi FEDEORA

Miglior Film: Bethlehem di Yuval Adler

Miglior regista esordiente: Milko Lazarov per Alienation

Menzione Speciale: La belle vie di Jean Denizot

Premio SIAE al talento emergente

Edo Natoli per il film breve Secchi

### XI edizione
Venice Days Award 2014

Retour à Ithaque (Ritorno a L'Avana) di Laurent Cantet

La Giuria delle Giornate degli autori, presieduta da Diego Lerman, ha motivato il premio con la seguente dichiarazione: “Con un luogo e un tempo delimitato, il regista riesce a realizzare un racconto emotivo e complesso su come affrontare i segreti del passato”.

Premio del pubblico BNL

Mita tova - The Farewell Party di Tal Granit & Sharon Maymon

Label Europa Cinemas – Giornate degli autori 2014

I nostri ragazzi di Ivano De Matteo

La Giuria, composta da Louis Anschütz (Germania), Zita Hosszuova (Slovacchia), Giuseppe Perico (Italia), Simon Ward (UK), ha motivato il premio con la seguente dichiarazione: “Il film di Ivano De Matteo propone una storia solida, ben scritta e meravigliosamente costruita. Mette insieme in modo articolato molti temi forti - tra gli altri, l'alienazione tra genitori e figli, la rivalità tra fratelli, e quello della legge - senza mai trasformarsi in qualcosa di scontato. Gli attori nel loro insieme offrono una prova corale convincente, capaci di sviluppare personaggi che prendono letteralmente vita durante il film. Per la forte varietà di temi affrontati, la distribuzione di questo lavoro si rivolge a un pubblico non esclusivamente giovane”.

Premio SIAE al talento emergente

Rä di Martino per il documentario The Show MAS Go On

Premio SIAE all'Innovazione

Stefano Sollima e Riccardo Tozzi per l'insieme della loro attività e la realizzazione della mini-serie Gomorra prodotta da Cattleya in associazione con Fandango.

Premi FEDEORA

Miglior Film: One on One di Kim Ki-duk

Miglior regista esordiente: Aditya Vikram Sengupta per Labour of Love

### XII edizione
Venice Days Award 2015

Early Winter di Michael Rowe

La Giuria delle Giornate degli autori, presieduta da Laurent Cantet, ha motivato il premio con la seguente dichiarazione: “La Giuria ha apprezzato la compiutezza dell'esecuzione, l'originalità del ritratto della vita quotidiana e la maturità della mise en scène. La forza interpretativa degli attori, che si unisce a queste qualità, ha generato una forte empatia con personaggi che possono sembrare inizialmente sgradevoli”.

Premio del pubblico BNL

À peine j'ouvre les yeux - As I Open My Eyes di Leyla Bouzid

Label Europa Cinemas – Giornate degli autori 2015

À peine j'ouvre les yeux - As I Open My Eyes di Leyla Bouzid

La Giuria, composta da Nancy J Garceau (Spagna), Nico Marzano (UK), Krijn Meerburg (Olanda), Renate Wur (Austria) ha motivato il premio con la seguente dichiarazione: “Leyla Bouzid crea un'opera prima che è allo stesso tempo originale e profonda, ambientata nella sua nativa Tunisia. È un confortante spaccato di società araba ritratta in un film che si concentra sul rapporto tra una figlia - una giovane ribelle cantante in una rock band politicamente impegnata - e sua madre, nel periodo immediatamente antecedente alla primavera araba. Lo sviluppo dei personaggi è eccellente e rifugge facili stereotipi, mentre l'approccio visivo del regista resta molto distinto. In un momento in cui in Europa siamo così consapevoli della crisi dei rifugiati, questo film porta un senso di ottimismo e di potenziale progresso e risoluzione per questa zona del mondo”.

Premi FEDEORA

Miglior film: Underground Fragrance di Pengfei

Miglior regista esordiente: Ruchika Oberoi per Island City

Miglior attrice esordiente: Ondina Quadri per Arianna

Premio SIAE al talento emergente

Lorenzo Berghella per il film d'animazione Bangland.

Premio SIAE all'Innovazione

ISTITUTO LUCE – CINECITTA' per la sua attività nel campo del documentario di ricerca ispirato all'archivio storico dell'Istituto Luce.

Premio LAGUNA SUD

La Giuria composta da cinque abitanti di Chioggia e Pellestrina - Giorgia Boscolo Meneguolo, Graziella Boscolo Todaro, Giovanni Scarpa, Paola Stefani, Alessandro Tiozzo - ha attribuito i seguenti premi ai film della Selezione Ufficiale delle Giornate degli autori:

Miglior Film: Lolo di Julie Delpy

Migliore Scoperta Italiana: Arianna di Carlo Lavagna

### XIII edizione
Venice Days Award 2016

The War Show di Andreas Dalsgaard e Obaidah Zytoon.

La Giuria delle Giornate degli autori, presieduta da Bruce La Bruce, ha motivato il premio con la seguente dichiarazione: “The War Show ha provocato una reazione fortissima da parte della giuria. Siamo rimasti immediatamente colpiti dal significato e dall'urgenza del film, apprezzandone al contempo l'approccio cinematografico coraggioso e innovativo. Ci siamo chiesti se questo documentario straziante dovesse essere considerato insieme al resto della selezione delle Giornate degli autori, composta da film di finzione, e abbiamo convenuto che The War Show non solamente fa appello alla nostra coscienza ma si distingue per i suoi meriti cinematografici, che lo rendono un'opera autentica e straordinaria. The War Show è un film di grande attualità che punta i riflettori su un conflitto tuttora in corso troppo spesso ignorato o mal rappresentato dai media. Crediamo fermamente che si tratti di un film che ciascuno di noi dovrebbe vedere”.

Premio del pubblico BNL

Pamilya Ordinaryo di Eduardo Roy Jr.

Label Europa Cinemas – Giornate degli autori 2016

Sameblod di Amanda Kernell

Premi FEDEORA

Miglior film: The Road to Mandalay di Midi Z

Miglior regista esordiente: Amanda Kernell per Sameblod di Amanda Kernell

Miglior attrice: Ashleigh Cummings per il film Hounds of Love di Ben Young
Miglior film europeo: Ne gledaj mi u pijat di Hana Jušić

Premio SIAE al talento creativo

Pippo Delbono

Premio SIAE all'Innovazione creativa

Paolo Sorrentino

### XIV edizione
GdA Director's Award 2017

Candelaria di Jhonny Hendrix Hinestroza.
La Giuria delle Giornate degli autori, presieduta da Samira Makhmalbaf, ha motivato il premio con la seguente dichiarazione: “Questo è uno di quei rari casi in cui un film trasmette generosità e calore al pubblico mostrando un modo non convenzionale di riscoprire l’amore tra due anziani che lottano per sopravvivere a Cuba. Nella sua forma visiva, il film mette insieme le performance di due attori eccezionali, una cinematografia carica di significato, i caldi colori latini, uno sviluppo della storia inaspettato e un profondo messaggio sociale”. 

Premio del pubblico BNL

Ga’agua (Longing) di Savi Gabizon
Label Europa Cinemas – Giornate degli autori 2017

M di Sara Forestier 
Premi FEDEORA

Miglior Film – Eye on Juliet di Kim Nguyen
Miglior regista esordiente – Sara Forestier per il film M
Miglior attore – Redouanne Harjane per il film M
Premio SIAE al talento creativo

Claudio Santamaria

Premio SIAE all'Innovazione creativa

Saverio Costanzo

### XV edizione
GdA Director's Award 2018

C'est ça l'amour di Claire Burger.
La Giuria delle Giornate degli autori, presieduta da Jonas Carpignano, ha motivato il premio con la seguente dichiarazione: “Il film di Claire Burger è un racconto estremamente coinvolgente sulle situazioni difficili in cui ci pone la vita, sia che ci si confronti con la fine di un matrimonio, sia che ci venga spezzato il cuore per la prima volta. Abbiamo scelto questo film per la sua tenerezza e per la straordinaria padronanza tecnica che la regista dimostra nel tenere sotto controllo tutti gli elementi dell'opera”. 
Premio del pubblico BNL
Ricordi? Di Valerio Mieli 
Label Europa Cinemas – Giornate degli autori 2018
Joy di Sudabeh Mortezai 
Premio SIAE
Mario Martone

### XVI edizione
GdA Director's Award 2019

La Llorona di Jayro Bustamante.
La Giuria delle Giornate degli autori, presieduta da Karim Ainuz, ha motivato il premio con la seguente dichiarazione: “Il vincitore del GdA Director's Award è La Llorona di Jayro Bustamante. Desideriamo anche mettere in rilievo gli altri film nella shortlist: Seules les bêtes di Dominik Moll per il suo preciso e profondo affresco della solitudine e Boże Ciało di Jan Komasa per il suo sguardo irriverente sulla religione. Bustamante, una delle voci più singolari del cinema dell'America latina, intreccia un ritratto della tragica storia del Guatemala e le sue ferite aperte ispirato all'omonimo racconto popolare. La combinazione di poesia e politica costruisce una fiaba inquietante e acuta che parla non solo del passato ma anche del presente. La Llorona è un'intima storia di fantasmi raccontata attraverso un vivido personaggio femminile che tratta i temi della perdita, della negazione e dell'accettazione. Come recita il verso della canzone La Llorona: Dicen que no tengo duelo, Llorona, porque no me ven llorar. Hay muertos que no hacen ruido, Llorona !Y es mas grande su penar! Che possano questi versi di tristezza ma anche di forza diffondersi nel mondo.
Premio del pubblico BNL
Un Divan à Tunis Di Manele Labidi
Label Europa Cinemas – Giornate degli autori 2018
Boże Ciało di Jan Komasa
Premio SIAE
Marco Bellocchio

### XVII edizione
GdA Director's Award 2020

The Whaler Boy di Philipp Yuryev.
La Giuria delle Giornate degli autori, presieduta da Nadav Lapid, ha motivato il premio con la seguente dichiarazione: «Il vincitore del GdA Director's Award è Kitoboy di Philipp Yuryev. Era uno dei tre film selezionati, assieme a Residue, ritratto intimo e sperimentale della comunità black a Washington DC, e Konferentsiya, analisi non convenzionale della paura e del dolore, ambientata in Russia durante una cerimonia in commemorazione di un attacco terroristico. La giuria ha ritenuto che Kitoboy di Yuryev fosse la prova cinematografica migliore, combinando il genere drammatico e quello comico, pur mantenendo una forte visione estetica. Questa opera prima del regista è una storia di coming-of-age che ritrae un mondo mai esplorato prima con tanta precisione e sapienza filmica. La decisione di avvalersi di attori non professionisti ha conferito maggiore autenticità e la giuria ha ritenuto che questo film meritasse di essere premiato».
Premio del pubblico BNL
 200 Meters Di Ameen Nayfeh
Label Europa Cinemas – Giornate degli autori 2020
 Oaza  di Ivan Ikić
Premio SIAE
Ferzan Özpetek

### XVIII edizione
GdA Director's Award 2021

Imaculat di Monica Stan e George Chiper-Lillemark.
La Giuria delle Giornate degli autori, presieduta da Mina Mileva e Vesela Kazakova, ha motivato il premio con la seguente dichiarazione: «Imaculat è un film potente il cui messaggio è espresso meravigliosamente attraverso l'occhio della macchina da presa. Imaculat rappresenta la voce di due autori capaci di raccontare, attraverso interessanti scelte cinematografiche e una recitazione misurata, il percorso di una ragazza vittima della dipendenza. Il film si focalizza sull'interazione tra i pazienti di un centro di riabilitazione molto spesso in primo piano e lascia da parte il punto di vista dei medici del centro. Trattando anche temi come le relazioni tossiche e gli abusi, Imaculat rappresenta tutto ciò che il cinema dovrebbe essere secondo noi: uno specchio della società. Una società in cui le donne sono costrette nella claustrofobia dell'oppressione. Imaculat è un film di denuncia e ci sprona a guardarci negli occhi, ci fa vergognare, arrabbiare e desiderare di lottare per un mondo migliore. Come giovani, crediamo che questo film potente sia allo stesso tempo fragile quanto i suoi personaggi e vogliamo esserne ambasciatori per diffondere la sua voce grazie al GdA Director's Award che abbiamo scelto di attribuirgli».
Premio del pubblico BNL
 Deserto particular di Aly Muritiba
Label Europa Cinemas – Giornate degli autori 2021
 Californie  di Alessandro Cassigoli e Casey Kauffman
Premio SIAE al Talento Creativo
 Senza fine di Elisa Fuksas
 Lovely Boy di Francesco Lettieri